# استخراج ۲
استخراج ۲ (انگلیسی: Extraction 2) یک فیلم اکشن آمریکایی محصول سال ۲۰۲۳ به کارگردانی سم هارگریو و نویسندگی جو روسو است که بر اساس رمان گرافیکی Ciudad ساخته شده‌است. این فیلم دنباله‌ای بر استخراج (۲۰۲۰) است و کریس همسورث، گلشیفته فراهانی و آدام بسا دوباره نقش‌های خود را ایفا می‌کنند و اولگا کوریلنکو، دنیل برنهارت، تیناتین دالاکیشویلی و ادریس البا از بازیگران جدید هستند.  
این فیلم در ۱۶ ژوئن ۲۰۲۳ توسط نتفلیکس منتشر شد و بازخوردهای مثبتی را به همراه داشت و از بازی‌هایش (به ویژه همسورث)، فیلمبرداری، تدوین و سکانس‌های اکشن تحسین شد.

## داستان
تایلر راک (با بازی کریس همسورث) پس از اینکه به سختی از ماموریت قبلی خود جان سالم به در برد، از کار مزدوری بازنشسته می‌شود و به کابینی در اتریش می‌رود، جایی که غریبه‌ای به نام آلکات به او نزدیک می‌شود و از او خواسته می‌شود خواهر همسر سابقش میا، کتوان و دو فرزندش ساندرو و نینا را که در حال حاضر به همراه شوهر گانگسترش داویت رادیانی در زندانی در گرجستان زندانی است. تایلر هم نیک (با بازی گلشیفته فراهانی) و یاز (آدام بیا) را استخدام می‌کند تا به او بپیوندند و آنها به زندان نفوذ می‌کنند. آن‌ها سعی می‌کنند کِتیوان و فرزندانش را بدون هشدار دادن به دیویت در خواب بیرون ببرند، اما دیویت از خواب بیدار می‌شود و به زندانیان دیگر وفادار به او هشدار می‌دهد، در آنجا با تایلر و تیمش مقابله می‌کنند و شورش راه می‌اندازند و آنها را مجبور می‌کنند تا راه خود را بیرون کنند. در حین فرار، دیویت به تایلر و کیتوان حمله می‌کند و تایلر به طرز وحشیانه ای دیویت را می‌کشد. 
این گروه موفق به فرار می‌شوند و به خانه امن خود در وین باز می‌گردند. با این حال، ساندرو، پسر نوجوان کیتیوان و داویت، که پدرش را بت می‌کند، متوجه می‌شود که تایلر پدرش را کشته است و مخفیانه با عمویش و برادر بزرگتر داویت، زوراب، تماس می‌گیرد، که به دنبال تایلر هستند تا برادرزاده‌اش را بیابد و انتقام بگیرد.

## بازیگران
- کریس همسورث در نقش تایلر راک. اپراتور سابق SAS استرالیا که به مزدور عملیات سیاه تبدیل شد.
- گلشیفته فراهانی در نقش نیک کان، مزدور و شریک تایلر.
- تورنیکه گوگریچیانی در نقش زوراب رادیانی[۳]
- ایراکلی کوویریکادزه در نقش ایوان
- آدام بسا در نقش یاز کان، برادر نیک و یکی از اعضای گروه نیک و تایلر[۴]
- اولگا کوریلنکو در نقش میا، همسر سابق تایلر و خواهر کتوان.[۳]
- تیناتین دالاکیشویلی در نقش کتوان، خواهر میا، همسر داویت، ساندرو و مادر نینا[۵][۳]
- آندرو جاپاریدزه در نقش ساندرو، پسر نوجوان داویت و کتوان.[۳]
- میریام و مارتا کوزیاشویلی در نقش نینا، دختر خردسال داویت و کتوان.[۳]
- دنیل برنهارت در نقش کنستانتین[۵][۳]
- تورنیکه گوگریچیانی در نقش زوراب[۳]
- ترنیکه بزیاوا در نقش داویت
- لوان ساگیناشویلی در نقش وختانگ[۳]
- جورج لاشا در نقش سرگو[۳]
- ادریس البا در نقش آلکوت

علاوه بر این، کارگردان سم هارگریو در نقش گورکن حضور کوتاهی دارد.

## تولید

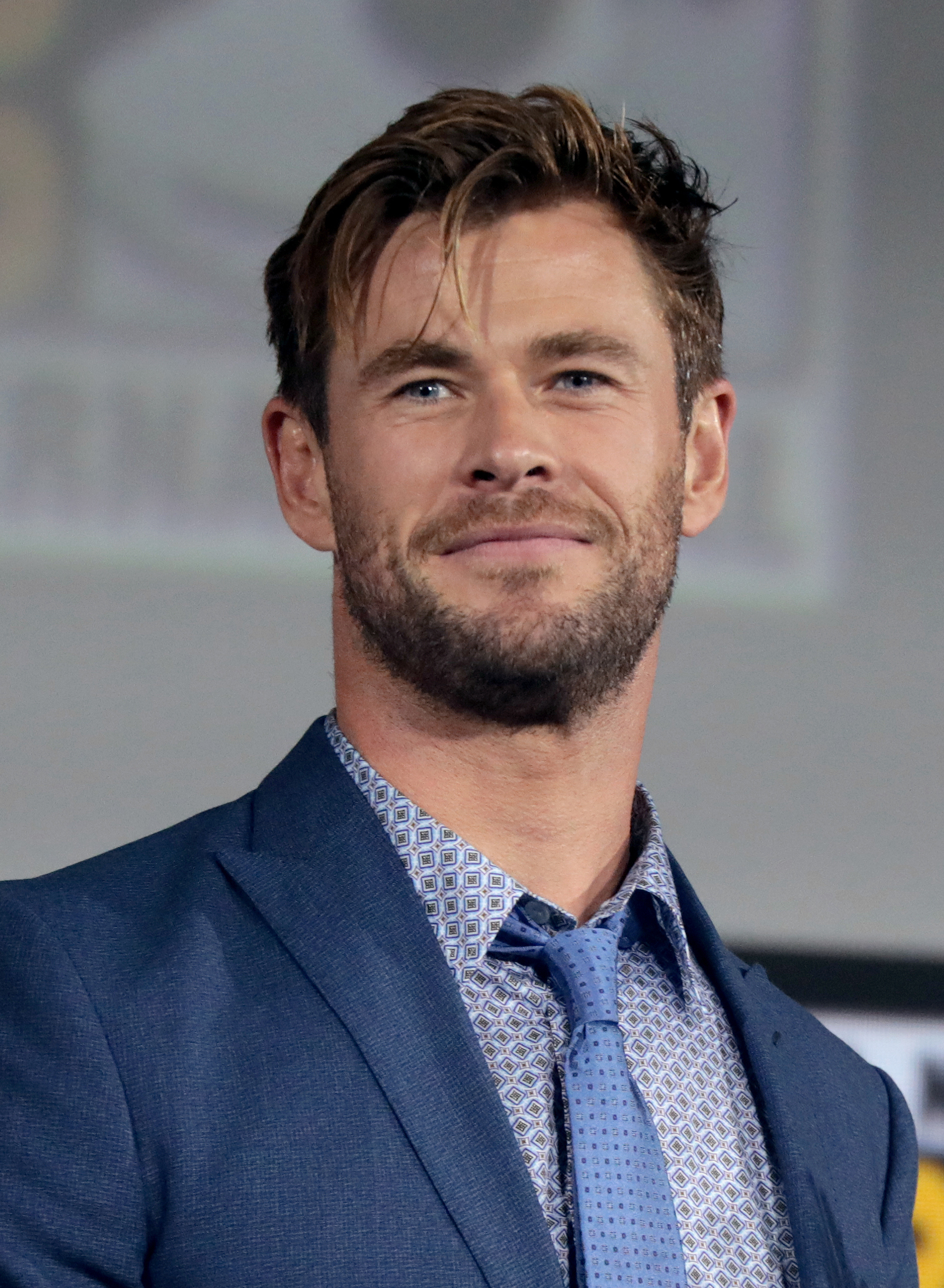
نقش اصلی فیلم استخراج 2 ، کریس همسورث در حال سخنرانی در کنفرانس بین المللی Comic-Con 2019 در سن دیگو، کالیفرنیا

### توسعه
در مهٔ ۲۰۲۰ گزارش شد جو روسو برای نوشتن دنباله‌ای برای استخراج استخدام شده بود، با این هدف که هم سم هارگریو و هم کریس همسورث بازگردند. در دسامبر ۲۰۲۰، برادران روسو اظهار داشتند که فراتر از دنباله، امیدوارند مجموعه‌ای از فیلم‌ها را در دنیای استخراج بسازند تا نه تنها برخی از شخصیت‌های معرفی شده در فیلم نخست را بررسی کنند، بلکه به‌طور بالقوه یک جهان سینمایی از این مجموعه راه‌اندازی کنند. در ژانویه ۲۰۲۱، شایعه شد که برادران روسو در حال کار بر روی داستان پیدایشی برای شخصیت راندیپ هودا در فیلم نخست هستند.

### فیلمبرداری
قرار بود فیلم‌برداری دنباله در سپتامبر ۲۰۲۱ در سیدنی، استرالیا آغاز شود، اما اقدامات مربوط به همه‌گیری کووید-۱۹ تولید را به پراگ منتقل کرد. در ۲۹ نوامبر ۲۰۲۱، هارگرو اعلام کرد که تصویربرداری اصلی در پراگ، جمهوری چک آغاز شده‌است. سپس همسورث اعلام کرد فیلمبرداری صحنه‌های خود را در ۴ دسامبر آغاز کرده‌است فیلم‌برداری بیشتر از ۲۸ ژانویه ۲۰۲۲ در وین، اتریش آغاز شد و تا ۱۴ فوریه ۲۰۲۲ ادامه داشت. این صحنه‌ها در مجاورت برج دی‌سی فیلمبرداری شده‌اند. فیلمبرداری به‌طور رسمی در ۶ آوریل ۲۰۲۲ به پایان رسید فیلم با دوربین‌های ARRI ALEXA Mini LF با اجرای همان استراتژی برداشت بلند فیلم نخست فیلمبرداری شد. فیلمبرداری مجدد این فیلم در نوامبر ۲۰۲۲ در پراگ انجام شد

## انتشار
استخراج ۲ در ۱۶ ژوئن ۲۰۲۳ توسط نتفلیکس منتشر شد و برای پخش بر روی این پلتفرم در دسترس است.

## بازخورد
در وبگاه جمع‌آوری نقد راتن تومیتوز، ٪۷۴ از ۸۰ بررسی منتقدان مثبت است، و میانگینِ امتیاز آن ۶٫۴/۱۰ است. اجماع این وبگاه چنین می‌نویسد: «استخراج ۲ بزرگتر، جسورتر، و از برخی جهات حتی بهتر از نسخه قبلی است و هیجان‌انگیزِ اکشن اغراق‌آمیزی است که به درستی انجام شده‌است.» این فیلم در متاکریتیک که از میانگین وزنی استفاده می‌کند، بر اساس نظر ۲۹ منتقدین امتیاز ۵۷ از ۱۰۰ را کسب کرده که نشان‌گر «نقدهای مختلط یا متوسط» است.